# Hans von Prachatitz
Hans von Prachatitz (tschechisch Jan z Prachatic) (*  vermutlich in Prachatice, Böhmen; † zwischen 1435 und 1437 in Wien), war ein böhmisch-österreichischer Architekt und Steinmetz und ab 1429 Dombaumeister des Wiener Stephansdoms.

## Leben

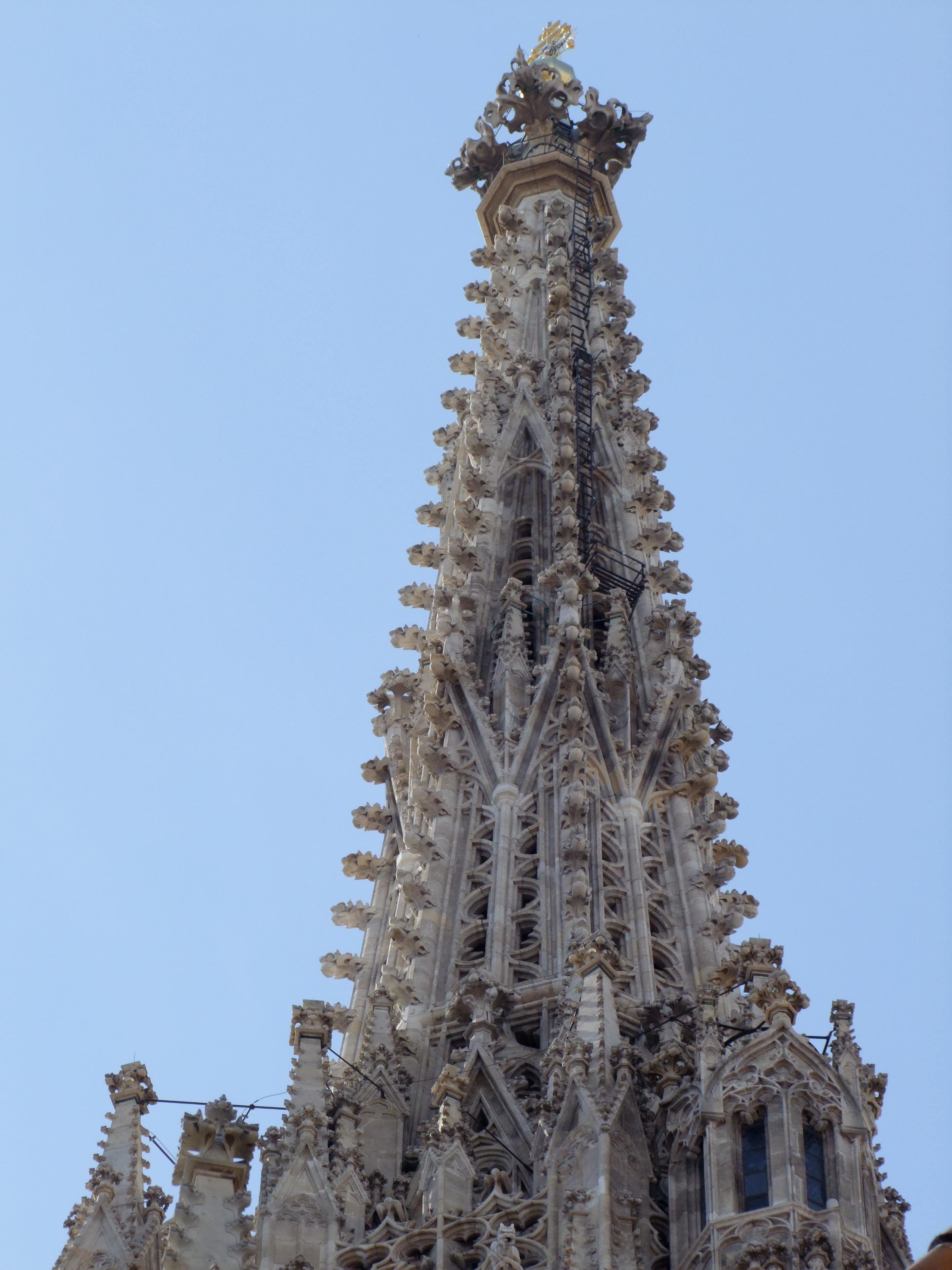
Die von Hans von Prachatitz errichtete Turmspitze von St. Stephan

Hans von Prachatitz arbeitete zunächst als Steinmetz unter Dombaumeister Peter von Prachatitz am Wiener Stephansdom, wobei das Verwandtschaftsverhältnis – ob Bruder oder Sohn – unklar bleibt. Seit November 1416 ist er als dessen Parlier belegt, nach dessen Tod übernahm er 1429 dessen Position als Dombaumeister an St. Stephan. Aus seiner Ehe mit Kathrei Spiegler gingen drei Töchter – Magdalen, Barbara und Anna – hervor. Als sein Nachfolger als Wiener Dombaumeister ist seit Oktober 1437 Mathes Helbling belegt.

## Werk
In die Amtsperiode des Hans von Prachatitz fällt 1433 die Vollendung des Hochturms von St. Stephan, der zu diesem Zeitpunkt das höchste kirchliche Bauwerk darstellte. Auf seine Planung geht vor allem die ungewöhnliche Gestaltung des Turmhelms zurück, der gegenüber seinem Vorbild, dem Freiburger Münsterturm, sehr viel vertikaler und durch die Einfügung von Zwischenwimpergen formal dichter gestaltet ist.